# 里查爾 (堪薩斯州)
里查爾（英語：Ritchal）是位於美國堪薩斯州芬尼縣的一個非建制地區。該地的面積和人口皆未知。

## 地理
里查爾所處的海拔為高於海平面900米（即2940英呎），而該地所採用的時區為UTC-6，即北美中部時區（CST）。同時該地設有夏令時間，為UTC-6調快一小時，即UTC-5（CDT）。